# Championnat d'Espagne de football de troisième division 2020-2021
Navigation
Édition précédente Primera División RFEF
La saison 2020-2021 de Segunda División B est la quarante-quatrième et dernière édition en tant que 3e division. La compétition débute le 17 octobre 2020 et s'achève le 26 mai 2021.
Le 6 mai 2020, la Fédération royale espagnole de football a annoncé l'extension du championnat à initialement cinq groupes de 20 équipes chacun pour la saison 2020-2021 en raison des promus de Tercera División.
La saison débute le 17 octobre, après approbation par les services de santé de chaque région autonome espagnole. De plus, la Segunda División B sera rétrogradée au quatrième niveau et sera renommée Segunda División RFEF, du fait de la création d'une nouvelle troisième division à deux groupes de 40 équipes, appelée Primera División RFEF, qui débutera lors de la saison 2021-2022.

## Règlement de la compétition
La compétition se déroule en trois phases, dont la première correspond à la phase régulière, la deuxième comprend trois phases spécifiques (deuxième phase pour les groupes de promotion en Segunda División, deuxième phase pour les groupes de promotion pour la Primera División RFEF et deuxième phase pour les groupes de relégation pour la Segunda División RFEF) et la troisième correspond aux barrages de promotion en Segunda División.

### Première phase
La première phase regroupent 102 équipes, réparties en cinq groupes, trois de 20 équipes et deux groupes de 21 équipes, chacun étant subdivisé en deux sous-groupes A et B de dix ou onze équipes. Au total, 18 matches sont disputées pour les groupes de 20 équipes et 22 matches pour les groupes de 21 équipes. Les équipes participantes s'affrontent, chacune à deux reprises (l'une à domicile et l'autre à l'extérieur) selon un système de points. La première phase débute le 17 octobre 2020 et s'achève le 21 mars 2021 dans les sous-groupes de dix équipes et le 28 mars 2021 dans les deux sous-groupes de onze équipes.
Les équipes qui terminent dans les trois premiers des dix groupes accèdent à la deuxième phase pour les groupes de promotion en Segunda División, celles qui terminent de la quatrième à la sixième place (à la septième dans les sous-groupes de onze équipes) accèdent à la deuxième phase pour les groupes de promotion pour la Primera División RFEF et celles qui terminent de la septième à la dixième place (de la huitième à la onzième dans les sous-groupes de onze équipes) accèdent à la deuxième phase pour les groupes de relégation pour la Segunda División RFEF.
Les points obtenus, ainsi que les buts, marqués et encaissées, sont conservés lors de la phase suivante, chaque équipe commençant sa phase spécifique avec les points et les buts obtenus lors de la première phase. Dans les groupes de 21 équipes, comprenant un sous-groupe de 10 et un autre de 11, le coefficient de point départage les équipes.

### Deuxième phase
Il y a ensuite trois secondes phases spécifiques. La deuxième phase pour les groupes de promotion en Segunda División voit la participation des équipes classés dans les trois premiers de chaque sous-groupe pendant six journées entre le 4 avril et le 9 mai. Les équipes qui ont participé au sous-groupe A affrontent, à deux reprises, celles qui ont participé au sous-groupe B. En aucun cas, elles ne peuvent affronter les équipes qui ont participé au même sous-groupe lors de la première phase. Les trois premiers clubs classés dans chaque groupe, en plus du meilleur quatrième parmi les cinq groupes, participeront au barrages de promotion en Segunda División et les autres équipes, non qualifiés pour les barrages de promotion, participeront à la nouvelle Primera División RFEF lors de la prochaine saison 2021-2022.
En outre, la deuxième phase pour les groupes de promotion pour la Primera División RFEF concerne les équipes classés de la quatrième à la sixième place dans chaque sous-groupe de dix clubs sur six journées, et ceux classés de la quatrième à la septième place dans les sous-groupes de onze clubs sur huit journées entre le 4 avril et le 23 mai. Les équipes qui ont participé au sous-groupe A affrontent, à deux reprises, celles qui ont participé au sous-groupe B. En aucun cas, elles ne peuvent affronter les équipes qui ont participé au même sous-groupe lors de la première phase. Les deux premières équipes qualifiés (septième et huitième) de chacun des groupes sont promus en Primera División RFEF, tandis que les autres équipes, qui n'ont pas été promus, participeront à la Segunda División RFEF lors de la prochaine saison 2021-2022.
Enfin, la deuxième phase pour les groupes de relégation pour la Segunda División RFEF concerne les clubs classés de la septième à la dernière place dans chaque sous-groupe de 10 équipes et ceux classés de la huitième à la dernière place dans les sous-groupes de 11 équipes. Les équipes qui ont participé au sous-groupe A affrontent, à deux reprises, celles qui ont participé au sous-groupe B. En aucun cas, elles ne peuvent affronter les équipes qui ont participé au même sous-groupe lors de la première phase. Il y a un total de 8 journées qui se disputent entre le 4 avril et le 26 mai.
Ceux qui sont classés de la quatrième à la huitième place de chaque groupe, en plus de celui classé moins bons troisième, seront relégués en Tercera División RFEF.

### Troisième phase
La troisième phase est celle des barrages de promotion en Segunda División, qui se fait par le biais du système d'élimination directe, en un seul match. 16 équipes participent, c'est-à-dire les trois premiers du classement, en plus du meilleur quatrième parmi les cinq groupes de la deuxième phase pour la Segunda División.
Elle se déroule du 16 au 23 mai sous la forme d'une rencontre dans un lieu unique désigné par la RFEF et consiste en deux barrages où les matches sont déterminés par un tirage au sort, opposant les mieux classés aux moins biens classés, en évitant autant que possible deux équipes d'un même groupe. En cas d'égalité dans les prolongations, l'équipe la mieux classée au deuxième tour est la gagnante. Il ne peut y avoir qu'une séance de tirs au but entre des équipes qui ont terminé à la même place lors de la deuxième phase. Les quatre équipes vainqueurs du deuxième tour seront promus en Segunda División et les autres participeront à la nouvelle Primera División RFEF lors de la prochaine saison 2021-2022.

## Compétition
L'attribution des points se fait selon le barème suivant : 3 points pour une victoire, 1 point pour un match nul et 0 point pour une défaite.
Pour départager les égalités, on tient d'abord compte des points en confrontations directes, puis de la différence de buts en confrontations directes, puis de la différence de buts générale, puis du nombre de buts marqués et enfin du nombre de points de fair-play.

### Première phase

#### Groupe 1

##### Sous-groupe A

###### Classement
| Rang | Équipe                  | Pts | J  | G | N  | P  | Bp | Bc | Diff |
| ---- | ----------------------- | --- | -- | - | -- | -- | -- | -- | ---- |
| 1    | Celta de Vigo B         | 30  | 18 | 9 | 3  | 6  | 22 | 20 | +2   |
| 2    | Unionistas de Salamanca | 30  | 18 | 8 | 6  | 4  | 17 | 10 | +7   |
| 3    | Zamora CF               | 30  | 18 | 8 | 6  | 4  | 18 | 17 | +1   |
| 4    | Deportivo La Corogne R  | 29  | 18 | 8 | 5  | 5  | 14 | 10 | +4   |
| 5    | Racing de Ferrol        | 27  | 18 | 7 | 6  | 5  | 22 | 17 | +5   |
| 6    | SD Compostelle P        | 25  | 18 | 5 | 10 | 3  | 20 | 16 | +4   |
| 7    | Pontevedra CF           | 21  | 18 | 5 | 6  | 7  | 19 | 19 | 0    |
| 8    | Coruxo FC               | 20  | 18 | 6 | 2  | 10 | 16 | 23 | -7   |
| 9    | Salamanca CF UDS        | 19  | 18 | 5 | 4  | 9  | 17 | 23 | -6   |
| 10   | CD Guijuelo             | 12  | 18 | 2 | 6  | 10 | 12 | 22 | -10  |

Qualification
- 1er, 2e et 3e : qualification pour les groupes de promotion
- 4e, 5e et 6e : qualification pour les groupes de promotion pour la Primera División RFEF
- 7e, 8e, 9e et 10e : qualification pour les groupes de relégation pour la Segunda División RFEF

Abréviations
- R : Relégués de LaLiga SmartBank 2019-2020
- P : Promus de Tercera División

###### Matchs
| Résultats (▼dom., ►ext.)                                   | CEL | COM | COR | DEP | GUI | PON | RAC | SAL | UNI | ZAM |
| Celta de Vigo B                                            |     | 0-3 | 1-0 | 0-3 | 2-1 | 1-1 | 0-1 | 0-2 | 1-1 | 2-0 |
| SD Compostelle                                             | 1-2 |     | 3-2 | 0-0 | 3-0 | 2-2 | 1-1 | 1-1 | 0-0 | 0-0 |
| Coruxo FC                                                  | 1-2 | 0-0 |     | 2-0 | 2-1 | 3-0 | 3-1 | 1-0 | 0-0 | 0-1 |
| Deportivo La Corogne                                       | 1-2 | 0-2 | 1-0 |     | 1-0 | 1-0 | 1-0 | 2-1 | 0-0 | 2-0 |
| CD Guijuelo                                                | 0-0 | 1-1 | 0-2 | 0-0 |     | 2-1 | 1-1 | 2-0 | 0-1 | 0-1 |
| Pontevedra CF                                              | 2-1 | 0-1 | 3-0 | 1-1 | 0-0 |     | 0-1 | 2-0 | 1-1 | 0-1 |
| Racing de Ferrol                                           | 2-0 | 1-1 | 4-0 | 1-0 | 1-0 | 2-3 |     | 0-1 | 0-1 | 2-2 |
| Salamanca CF UDS                                           | 0-3 | 3-0 | 2-0 | 0-0 | 2-2 | 1-3 | 1-2 |     | 2-1 | 1-1 |
| Unionistas de Salamanca                                    | 1-2 | 2-0 | 2-0 | 0-1 | 1-0 | 1-0 | 1-1 | 1-0 |     | 1-2 |
| Zamora CF                                                  | 0-3 | 1-1 | 2-0 | 1-0 | 3-2 | 0-0 | 1-1 | 2-0 | 0-2 |     |
| - Victoire à domicile - Match nul - Victoire à l'extérieur |     |     |     |     |     |     |     |     |     |     |

##### Sous-groupe B

###### Classement
| Rang | Équipe                   | Pts | J  | G  | N | P  | Bp | Bc | Diff |
| ---- | ------------------------ | --- | -- | -- | - | -- | -- | -- | ---- |
| 1    | Burgos CF                | 39  | 18 | 12 | 3 | 3  | 24 | 12 | +12  |
| 2    | Cultural Leonesa         | 31  | 18 | 8  | 7 | 3  | 27 | 15 | +12  |
| 3    | Real Valladolid Promesas | 30  | 18 | 8  | 6 | 4  | 24 | 17 | +7   |
| 4    | CD Numancia R            | 25  | 18 | 6  | 7 | 5  | 23 | 14 | +9   |
| 5    | UP Langreo               | 25  | 18 | 6  | 7 | 5  | 21 | 20 | +1   |
| 6    | Marino de Luanco         | 22  | 18 | 6  | 4 | 8  | 18 | 22 | -4   |
| 7    | Real Oviedo B            | 21  | 18 | 6  | 3 | 9  | 17 | 27 | -10  |
| 8    | CD Lealtad P             | 20  | 18 | 4  | 8 | 6  | 11 | 14 | -3   |
| 9    | Sporting de Gijón B      | 16  | 18 | 3  | 7 | 8  | 16 | 24 | -8   |
| 10   | CD Covadonga P           | 14  | 18 | 4  | 2 | 12 | 21 | 37 | -16  |

Qualification
- 1er, 2e et 3e : qualification pour les groupes de promotion
- 4e, 5e et 6e : qualification pour les groupes de promotion pour la Primera División RFEF
- 7e, 8e, 9e et 10e : qualification pour les groupes de relégation pour la Segunda División RFEF

Abréviations
- R : Relégués de LaLiga SmartBank 2019-2020
- P : Promus de Tercera División

###### Matchs
| Résultats (▼dom., ►ext.)                                   | BUR | COV | CUL | LAN | LEA | MAR | NUM | OVI | SPO | VLL |
| Burgos CF                                                  |     | 2-2 | 2-1 | 0-2 | 1-0 | 2-0 | 1-0 | 4-0 | 1-0 | 2-0 |
| CD Covadonga                                               | 1-2 |     | 1-0 | 0-1 | 2-0 | 2-1 | 0-3 | 1-3 | 2-0 | 1-3 |
| Cultural Leonesa                                           | 1-1 | 2-0 |     | 3-1 | 0-0 | 2-0 | 0-0 | 2-1 | 1-1 | 1-1 |
| UP Langreo                                                 | 1-2 | 3-2 | 2-2 |     | 0-0 | 1-1 | 1-1 | 2-2 | 1-1 | 2-1 |
| CD Lealtad                                                 | 0-0 | 1-0 | 1-0 | 0-1 |     | 0-1 | 1-1 | 0-0 | 1-0 | 1-1 |
| Marino de Luanco                                           | 3-0 | 3-1 | 0-2 | 1-0 | 2-2 |     | 1-0 | 2-1 | 0-0 | 0-1 |
| CD Numancia                                                | 0-1 | 5-0 | 0-2 | 1-0 | 1-0 | 3-1 |     | 4-1 | 1-1 | 2-2 |
| Real Oviedo B                                              | 0-1 | 2-1 | 1-3 | 0-1 | 2-1 | 2-1 | 0-0 |     | 1-0 | 0-3 |
| Sporting de Gijón B                                        | 0-2 | 3-3 | 2-4 | 2-1 | 2-2 | 2-1 | 1-0 | 0-1 |     | 0-2 |
| Real Valladolid Promesas                                   | 1-0 | 3-2 | 1-1 | 1-1 | 0-1 | 2-0 | 1-1 | 1-0 | 0-2 |     |
| - Victoire à domicile - Match nul - Victoire à l'extérieur |     |     |     |     |     |     |     |     |     |     |

#### Groupe 2

##### Sous-groupe A

###### Classement
| Rang | Équipe                | Pts | J  | G  | N  | P  | Bp | Bc | Diff |
| ---- | --------------------- | --- | -- | -- | -- | -- | -- | -- | ---- |
| 1    | Real Sociedad B       | 40  | 20 | 12 | 4  | 4  | 35 | 16 | +19  |
| 2    | Bilbao Athletic       | 39  | 20 | 11 | 6  | 3  | 34 | 19 | +15  |
| 3    | SD Amorebieta         | 37  | 20 | 11 | 4  | 5  | 26 | 19 | +7   |
| 4    | Racing de Santander R | 35  | 20 | 10 | 5  | 5  | 30 | 17 | +13  |
| 5    | Real Unión            | 33  | 20 | 10 | 3  | 7  | 26 | 18 | +8   |
| 6    | Arenas Club de Getxo  | 26  | 20 | 5  | 11 | 4  | 15 | 15 | 0    |
| 7    | CD Laredo P           | 24  | 20 | 7  | 3  | 10 | 17 | 27 | -10  |
| 8    | Club Portugalete P    | 22  | 20 | 6  | 4  | 10 | 16 | 19 | -3   |
| 9    | Deportivo Alavés B    | 20  | 20 | 5  | 5  | 10 | 22 | 31 | -9   |
| 10   | Barakaldo CF          | 17  | 20 | 5  | 2  | 13 | 19 | 39 | -20  |
| 11   | SD Leioa              | 10  | 20 | 1  | 7  | 12 | 12 | 32 | -20  |

Qualification
- 1er, 2e et 3e : qualification pour les groupes de promotion
- 4e, 5e, 6e et 7e : qualification pour les groupes de promotion pour la Primera División RFEF
- 8e, 9e, 10e et 11e : qualification pour les groupes de relégation pour la Segunda División RFEF

Abréviations
- R : Relégués de LaLiga SmartBank 2019-2020
- P : Promus de Tercera División

###### Matchs
| Résultats (▼dom., ►ext.)                                   | ALA | AMO | ARE | BAR | BIL | LAR | LEI | POR | RAC | RSO | RUN |
| Deportivo Alavés B                                         |     | 0-0 | 2-0 | 3-1 | 0-2 | 3-0 | 0-0 | 1-0 | 2-4 | 0-1 | 0-1 |
| SD Amorebieta                                              | 3-2 |     | 0-0 | 2-0 | 2-3 | 2-1 | 2-1 | 2-1 | 1-2 | 2-1 | 1-0 |
| Arenas Club de Getxo                                       | 1-1 | 0-1 |     | 4-1 | 1-1 | 1-0 | 1-0 | 1-0 | 1-1 | 1-1 | 0-0 |
| Barakaldo CF                                               | 4-2 | 0-1 | 0-0 |     | 3-1 | 1-0 | 2-0 | 0-2 | 0-4 | 1-4 | 3-0 |
| Bilbao Athletic                                            | 2-0 | 2-1 | 1-1 | 3-0 |     | 2-1 | 4-0 | 2-0 | 0-1 | 1-2 | 0-0 |
| CD Laredo                                                  | 2-1 | 1-3 | 1-0 | 2-0 | 2-2 |     | 2-1 | 0-1 | 0-0 | 0-0 | 1-0 |
| SD Leioa                                                   | 2-2 | 1-1 | 1-1 | 2-2 | 1-1 | 0-1 |     | 1-2 | 1-0 | 1-1 | 0-1 |
| Club Portugalete                                           | 0-0 | 0-0 | 0-1 | 2-0 | 2-3 | 0-1 | 1-0 |     | 0-1 | 1-1 | 2-0 |
| Racing de Santander                                        | 3-0 | 0-1 | 0-0 | 3-0 | 1-1 | 3-1 | 2-0 | 1-1 |     | 0-1 | 1-3 |
| Real Sociedad B                                            | 4-1 | 2-1 | 3-0 | 2-0 | 1-2 | 3-0 | 1-0 | 2-0 | 4-1 |     | 0-1 |
| Real Unión                                                 | 1-2 | 2-0 | 1-1 | 2-1 | 0-1 | 4-1 | 5-0 | 2-1 | 0-2 | 3-1 |     |
| - Victoire à domicile - Match nul - Victoire à l'extérieur |     |     |     |     |     |     |     |     |     |     |     |

##### Sous-groupe B

###### Classement
| Rang | Équipe         | Pts | J  | G | N | P  | Bp | Bc | Diff |
| ---- | -------------- | --- | -- | - | - | -- | -- | -- | ---- |
| 1    | CD Tudelano    | 34  | 18 | 9 | 7 | 2  | 29 | 14 | +15  |
| 2    | CD Calahorra   | 34  | 18 | 9 | 7 | 2  | 17 | 6  | +11  |
| 3    | SD Logroñés P  | 29  | 18 | 7 | 8 | 3  | 20 | 14 | +6   |
| 4    | CD Ebro        | 28  | 18 | 7 | 7 | 4  | 15 | 17 | -2   |
| 5    | CA Osasuna B   | 24  | 18 | 6 | 6 | 6  | 21 | 22 | -1   |
| 6    | SD Tarazona P  | 24  | 18 | 7 | 3 | 8  | 16 | 22 | -6   |
| 7    | UD Mutilvera P | 23  | 18 | 6 | 5 | 7  | 23 | 18 | +5   |
| 8    | SD Ejea        | 18  | 18 | 4 | 6 | 8  | 12 | 19 | -7   |
| 9    | CD Izarra      | 15  | 18 | 4 | 3 | 11 | 14 | 25 | -11  |
| 10   | Haro Deportivo | 12  | 18 | 2 | 6 | 10 | 14 | 24 | -10  |

Qualification
- 1er, 2e et 3e : qualification pour les groupes de promotion
- 4e, 5e et 6e : qualification pour les groupes de promotion pour la Primera División RFEF
- 7e, 8e, 9e et 10e : qualification pour les groupes de relégation pour la Segunda División RFEF

Abréviations
- P : Promus de Tercera División

###### Matchs
| Résultats (▼dom., ►ext.)                                   | CAL | EBR | EJE | HAR | IZA | LOG | MUT | OSA | TAR | TUD |
| CD Calahorra                                               |     | 0-1 | 1-0 | 1-0 | 1-0 | 1-0 | 0-0 | 4-1 | 1-1 | 1-1 |
| CD Ebro                                                    | 1-0 |     | 1-1 | 1-1 | 2-1 | 0-0 | 2-1 | 0-0 | 0-1 | 2-1 |
| SD Ejea                                                    | 0-0 | 0-0 |     | 1-1 | 0-0 | 0-0 | 0-3 | 1-0 | 2-0 | 1-2 |
| Haro Deportivo                                             | 0-1 | 1-2 | 1-4 |     | 4-0 | 1-2 | 1-0 | 0-1 | 1-1 | 0-3 |
| CD Izarra                                                  | 0-2 | 3-0 | 2-0 | 1-0 |     | 1-1 | 0-4 | 1-2 | 0-1 | 1-1 |
| SD Logroñés                                                | 0-0 | 3-0 | 1-0 | 1-1 | 0-1 |     | 2-0 | 2-0 | 3-1 | 0-4 |
| UD Mutilvera                                               | 0-1 | 0-1 | 3-1 | 0-0 | 1-0 | 1-1 |     | 3-3 | 2-0 | 0-1 |
| CA Osasuna B                                               | 0-0 | 0-0 | 2-0 | 3-1 | 3-2 | 1-1 | 1-1 |     | 3-1 | 0-2 |
| SD Tarazona                                                | 0-2 | 2-0 | 0-1 | 1-0 | 2-1 | 1-2 | 3-1 | 1-0 |     | 0-0 |
| CD Tudelano                                                | 1-1 | 2-2 | 2-0 | 1-1 | 1-0 | 1-1 | 1-3 | 2-1 | 3-0 |     |
| - Victoire à domicile - Match nul - Victoire à l'extérieur |     |     |     |     |     |     |     |     |     |     |

#### Groupe 3

##### Sous-groupe A

###### Classement
| Rang | Équipe                  | Pts | J  | G  | N | P  | Bp | Bc | Diff |
| ---- | ----------------------- | --- | -- | -- | - | -- | -- | -- | ---- |
| 1    | Gimnàstic Tarragone     | 35  | 20 | 9  | 8 | 3  | 32 | 15 | +17  |
| 2    | FC Barcelone B          | 34  | 20 | 10 | 4 | 6  | 28 | 17 | +11  |
| 3    | FC Andorra              | 31  | 20 | 8  | 7 | 5  | 23 | 19 | +4   |
| 4    | UE Llagostera           | 29  | 20 | 7  | 8 | 5  | 19 | 19 | 0    |
| 5    | UE Cornellà             | 29  | 20 | 8  | 5 | 7  | 27 | 25 | +2   |
| 6    | CF Badalona             | 28  | 20 | 7  | 7 | 6  | 16 | 16 | 0    |
| 7    | Lleida Esportiu         | 27  | 20 | 8  | 3 | 9  | 24 | 23 | +1   |
| 8    | Espanyol de Barcelone B | 23  | 20 | 6  | 5 | 9  | 22 | 27 | -5   |
| 9    | CE L'Hospitalet P       | 22  | 20 | 6  | 4 | 10 | 21 | 35 | -14  |
| 10   | AE Prat                 | 21  | 20 | 4  | 9 | 7  | 13 | 20 | -7   |
| 11   | UE Olot                 | 18  | 20 | 4  | 6 | 10 | 19 | 28 | -9   |

Qualification
- 1er, 2e et 3e : qualification pour les groupes de promotion
- 4e, 5e, 6e et 7e : qualification pour les groupes de promotion pour la Primera División RFEF
- 8e, 9e, 10e et 11e : qualification pour les groupes de relégation pour la Segunda División RFEF

Abréviations
- P : Promus de Tercera División

###### Matchs
| Résultats (▼dom., ►ext.)                                   | AND | BAD | BAR | COR | ESP | GIM | HOS | LLA | LLE | OLO | PRA |
| FC Andorra                                                 |     | 1-1 | 1-0 | 1-2 | 2-2 | 1-1 | 1-1 | 2-0 | 1-0 | 1-0 | 3-0 |
| CF Badalona                                                | 1-0 |     | 0-0 | 3-0 | 0-1 | 0-1 | 1-0 | 0-0 | 0-2 | 1-0 | 1-1 |
| FC Barcelone B                                             | 0-1 | 4-0 |     | 0-0 | 2-1 | 1-0 | 6-0 | 4-2 | 2-1 | 2-1 | 0-0 |
| UE Cornellà                                                | 2-2 | 2-0 | 0-1 |     | 4-3 | 2-1 | 1-0 | 0-0 | 0-1 | 3-0 | 0-1 |
| Espanyol de Barcelone B                                    | 0-2 | 0-2 | 0-1 | 1-0 |     | 1-1 | 2-0 | 1-1 | 1-3 | 2-1 | 2-1 |
| Gimnàstic Tarragone                                        | 4-2 | 0-0 | 3-1 | 2-2 | 2-0 |     | 5-0 | 3-0 | 1-0 | 2-0 | 1-1 |
| CE L'Hospitalet                                            | 0-1 | 0-2 | 2-0 | 2-3 | 2-1 | 0-0 |     | 2-2 | 3-2 | 3-1 | 1-2 |
| UE Llagostera                                              | 0-0 | 2-2 | 1-0 | 2-1 | 2-0 | 1-0 | 1-1 |     | 1-0 | 1-1 | 2-0 |
| Lleida Esportiu                                            | 1-1 | 1-0 | 0-1 | 2-3 | 0-3 | 2-2 | 3-0 | 1-0 |     | 2-1 | 1-0 |
| UE Olot                                                    | 3-0 | 1-1 | 2-1 | 2-2 | 1-1 | 0-2 | 1-2 | 1-0 | 2-1 |     | 1-1 |
| AE Prat                                                    | 1-0 | 0-1 | 2-2 | 1-0 | 0-0 | 1-1 | 0-2 | 0-1 | 1-1 | 0-0 |     |
| - Victoire à domicile - Match nul - Victoire à l'extérieur |     |     |     |     |     |     |     |     |     |     |     |

##### Sous-groupe B

###### Classement
| Rang | Équipe             | Pts | J  | G  | N | P | Bp | Bc | Diff |
| ---- | ------------------ | --- | -- | -- | - | - | -- | -- | ---- |
| 1    | UD Ibiza           | 40  | 18 | 12 | 4 | 2 | 26 | 5  | +21  |
| 2    | CD Alcoyano P      | 31  | 18 | 9  | 4 | 5 | 17 | 16 | +1   |
| 3    | Villarreal CF B    | 28  | 18 | 7  | 7 | 4 | 21 | 15 | +6   |
| 4    | Hércules CF        | 24  | 18 | 6  | 6 | 6 | 15 | 14 | +1   |
| 5    | CF La Nucía        | 23  | 18 | 6  | 5 | 7 | 15 | 19 | -4   |
| 6    | Atlético Levante   | 22  | 18 | 6  | 4 | 8 | 15 | 19 | -4   |
| 7    | Atzeneta UE P      | 21  | 18 | 5  | 6 | 7 | 20 | 18 | +2   |
| 8    | SCR Peña Deportiva | 21  | 18 | 4  | 9 | 5 | 10 | 13 | -3   |
| 9    | Orihuela CF        | 15  | 18 | 3  | 6 | 9 | 12 | 26 | -14  |
| 10   | Valence Mestalla   | 15  | 18 | 2  | 9 | 7 | 20 | 25 | -5   |

Qualification
- 1er, 2e et 3e : qualification pour les groupes de promotion
- 4e, 5e et 6e : qualification pour les groupes de promotion pour la Primera División RFEF
- 7e, 8e, 9e et 10e : qualification pour les groupes de relégation pour la Segunda División RFEF

Abréviations
- P : Promus de Tercera División

###### Matchs
| Résultats (▼dom., ►ext.)                                   | ALC | ATL | ATZ | HER | IBI | LAN | ORI | PDE | VAL | VIL |
| CD Alcoyano                                                |     | 1-0 | 1-0 | 0-0 | 1-2 | 3-2 | 2-0 | 1-2 | 2-1 | 0-2 |
| Atlético Levante                                           | 3-1 |     | 3-1 | 0-1 | 0-1 | 0-1 | 3-0 | 0-0 | 1-0 | 0-0 |
| Atzeneta UE                                                | 0-1 | 3-0 |     | 2-0 | 1-1 | 1-1 | 0-1 | 1-1 | 2-2 | 1-1 |
| Hércules CF                                                | 0-0 | 0-1 | 2-1 |     | 1-0 | 3-1 | 2-0 | 1-0 | 1-1 | 0-0 |
| UD Ibiza                                                   | 0-1 | 1-0 | 1-0 | 1-0 |     | 3-0 | 2-0 | 1-1 | 3-0 | 2-0 |
| CF La Nucía                                                | 0-0 | 2-1 | 1-0 | 2-1 | 0-1 |     | 0-0 | 0-1 | 1-1 | 1-2 |
| Orihuela CF                                                | 0-0 | 1-2 | 0-2 | 1-1 | 0-0 | 1-2 |     | 1-0 | 2-1 | 2-4 |
| SCR Peña Deportiva                                         | 0-1 | 0-0 | 0-2 | 2-1 | 0-0 | 0-0 | 1-1 |     | 1-1 | 1-0 |
| Valence Mestalla                                           | 1-2 | 5-0 | 2-3 | 0-0 | 0-4 | 1-0 | 2-2 | 0-0 |     | 1-1 |
| Villarreal CF B                                            | 3-0 | 1-1 | 0-0 | 2-1 | 0-3 | 0-1 | 2-0 | 2-0 | 1-1 |     |
| - Victoire à domicile - Match nul - Victoire à l'extérieur |     |     |     |     |     |     |     |     |     |     |

#### Groupe 4

##### Sous-groupe A

###### Classement
| Rang | Équipe               | Pts | J  | G | N | P  | Bp | Bc | Diff |
| ---- | -------------------- | --- | -- | - | - | -- | -- | -- | ---- |
| 1    | Algeciras CF         | 32  | 18 | 9 | 5 | 4  | 21 | 17 | +4   |
| 2    | San Fernando CD      | 31  | 18 | 9 | 4 | 5  | 22 | 15 | +7   |
| 3    | Atlético Sanluqueño  | 31  | 18 | 9 | 4 | 5  | 18 | 17 | +1   |
| 4    | RB Linense           | 28  | 18 | 7 | 7 | 4  | 17 | 12 | +5   |
| 5    | UD Tamaraceite P     | 27  | 18 | 6 | 9 | 3  | 19 | 15 | +4   |
| 6    | Cadix CF B           | 23  | 18 | 6 | 5 | 7  | 20 | 19 | +1   |
| 7    | Las Palmas Atlético  | 21  | 18 | 4 | 9 | 5  | 13 | 16 | -3   |
| 8    | Recreativo de Huelva | 20  | 18 | 5 | 5 | 8  | 29 | 27 | +2   |
| 9    | Marbella FC          | 18  | 18 | 4 | 6 | 8  | 20 | 19 | +1   |
| 10   | CD Marino P          | 10  | 18 | 2 | 4 | 12 | 11 | 33 | -22  |

Qualification
- 1er, 2e et 3e : qualification pour les groupes de promotion
- 4e, 5e et 6e : qualification pour les groupes de promotion pour la Primera División RFEF
- 7e, 8e, 9e et 10e : qualification pour les groupes de relégation pour la Segunda División RFEF

Abréviations
- P : Promus de Tercera División

###### Matchs
| Résultats (▼dom., ►ext.)                                   | ALG | ATS | CAD | LAS | LIN | MAB | MAR | REC | SAN | TAM |
| Algeciras CF                                               |     | 2-3 | 2-0 | 2-0 | 1-1 | 0-0 | 2-1 | 3-1 | 0-3 | 2-1 |
| Atlético Sanluqueño                                        | 2-0 |     | 2-1 | 0-1 | 0-4 | 2-1 | 2-0 | 1-1 | 1-3 | 0-0 |
| Cadix CF B                                                 | 2-0 | 1-2 |     | 2-0 | 1-2 | 1-0 | 3-1 | 2-2 | 1-2 | 2-2 |
| Las Palmas Atlético                                        | 0-1 | 0-1 | 0-0 |     | 1-1 | 1-1 | 2-1 | 3-3 | 2-1 | 1-1 |
| RB Linense                                                 | 0-1 | 0-0 | 1-0 | 0-0 |     | 2-1 | 1-0 | 1-1 | 0-0 | 0-0 |
| Marbella FC                                                | 0-0 | 0-1 | 0-0 | 0-0 | 1-2 |     | 5-1 | 2-0 | 1-2 | 1-3 |
| CD Marino                                                  | 1-1 | 0-1 | 0-0 | 0-0 | 0-1 | 0-3 |     | 2-1 | 0-1 | 0-0 |
| Recreativo de Huelva                                       | 0-1 | 1-0 | 2-3 | 2-0 | 2-0 | 1-3 | 6-0 |     | 3-1 | 2-2 |
| San Fernando CD                                            | 1-2 | 2-0 | 0-1 | 0-0 | 2-1 | 0-0 | 2-3 | 1-0 |     | 1-0 |
| UD Tamaraceite                                             | 1-1 | 0-0 | 1-0 | 0-2 | 1-0 | 3-1 | 2-1 | 2-1 | 0-0 |     |
| - Victoire à domicile - Match nul - Victoire à l'extérieur |     |     |     |     |     |     |     |     |     |     |

##### Sous-groupe B

###### Classement
| Rang | Équipe               | Pts | J  | G  | N | P  | Bp | Bc | Diff |
| ---- | -------------------- | --- | -- | -- | - | -- | -- | -- | ---- |
| 1    | UCAM Murcie          | 33  | 18 | 9  | 6 | 3  | 22 | 15 | +7   |
| 2    | Linares Deportivo P  | 33  | 18 | 10 | 3 | 5  | 22 | 16 | +6   |
| 3    | Betis Deportivo P    | 30  | 18 | 7  | 9 | 2  | 23 | 15 | +8   |
| 4    | Séville Atlético     | 30  | 18 | 8  | 6 | 4  | 27 | 19 | +8   |
| 5    | Córdoba CF           | 27  | 18 | 7  | 6 | 5  | 21 | 16 | +5   |
| 6    | Real Murcie          | 25  | 18 | 6  | 7 | 5  | 22 | 21 | +1   |
| 7    | Recreativo Grenade   | 13  | 18 | 6  | 5 | 7  | 20 | 19 | +1   |
| 8    | CD El Ejido 2012 P   | 19  | 18 | 4  | 7 | 7  | 17 | 21 | -4   |
| 9    | Yeclano Deportivo    | 11  | 18 | 2  | 5 | 11 | 13 | 27 | -14  |
| 10   | CF Lorca Deportiva P | 9   | 18 | 1  | 6 | 11 | 15 | 33 | -18  |

Qualification
- 1er, 2e et 3e : qualification pour les groupes de promotion
- 4e, 5e et 6e : qualification pour les groupes de promotion pour la Primera División RFEF
- 7e, 8e, 9e et 10e : qualification pour les groupes de relégation pour la Segunda División RFEF

Abréviations
- P : Promus de Tercera División

###### Matchs
| Résultats (▼dom., ►ext.)                                   | BET | COR | EJI | LIN | LOR | MUR | REC | SEV | UCAM | YEC |
| Betis Deportivo                                            |     | 0-0 | 1-0 | 4-0 | 0-0 | 2-1 | 0-2 | 3-0 | 1-1  | 2-2 |
| Córdoba CF                                                 | 1-2 |     | 4-0 | 2-1 | 1-0 | 2-2 | 1-1 | 1-2 | 0-0  | 1-2 |
| CD El Ejido 2012                                           | 3-0 | 0-1 |     | 0-2 | 1-1 | 1-1 | 0-1 | 0-0 | 1-1  | 2-0 |
| Linares Deportivo                                          | 1-1 | 2-0 | 2-0 |     | 1-0 | 2-0 | 1-0 | 0-3 | 1-0  | 0-0 |
| CF Lorca Deportiva                                         | 2-3 | 0-1 | 2-2 | 0-3 |     | 1-2 | 2-2 | 0-4 | 1-2  | 1-1 |
| Real Murcie                                                | 0-2 | 0-1 | 2-2 | 3-0 | 1-1 |     | 1-2 | 1-1 | 2-1  | 1-0 |
| Recreativo Grenade                                         | 0-0 | 1-1 | 0-1 | 0-1 | 3-2 | 0-1 |     | 2-2 | 1-2  | 2-0 |
| Séville Atlético                                           | 0-0 | 1-0 | 1-1 | 1-4 | 4-0 | 1-1 | 2-0 |     | 0-1  | 1-0 |
| UCAM Murcie                                                | 1-1 | 1-1 | 2-1 | 1-0 | 1-0 | 1-1 | 2-1 | 2-3 |      | 1-0 |
| Yeclano Deportivo                                          | 1-1 | 1-3 | 0-2 | 1-1 | 1-2 | 1-2 | 0-2 | 3-1 | 0-2  |     |
| - Victoire à domicile - Match nul - Victoire à l'extérieur |     |     |     |     |     |     |     |     |      |     |

#### Groupe 5

##### Sous-groupe A

###### Classement
| Rang | Équipe                        | Pts | J  | G  | N  | P | Bp | Bc | Diff |
| ---- | ----------------------------- | --- | -- | -- | -- | - | -- | -- | ---- |
| 1    | UD San Sebastián de los Reyes | 35  | 18 | 10 | 5  | 3 | 22 | 14 | +8   |
| 2    | Real Madrid Castilla          | 32  | 18 | 9  | 5  | 4 | 30 | 21 | +9   |
| 3    | Internacional de Madrid       | 30  | 18 | 8  | 6  | 4 | 24 | 16 | +8   |
| 4    | CF Rayo Majadahonda           | 28  | 18 | 8  | 4  | 6 | 16 | 15 | +1   |
| 5    | Atlético Baleares             | 24  | 18 | 6  | 6  | 6 | 26 | 21 | +5   |
| 6    | CDA Navalcarnero P            | 20  | 18 | 3  | 11 | 4 | 16 | 18 | -2   |
| 7    | Las Rozas CF                  | 20  | 18 | 5  | 5  | 8 | 16 | 25 | -9   |
| 8    | Atlético de Madrid B          | 19  | 18 | 4  | 7  | 7 | 15 | 20 | -5   |
| 9    | UD Poblense P                 | 16  | 18 | 2  | 10 | 6 | 16 | 21 | -5   |
| 10   | Getafe CF B                   | 13  | 18 | 2  | 7  | 9 | 12 | 21 | -9   |

Qualification
- 1er, 2e et 3e : qualification pour les groupes de promotion
- 4e, 5e et 6e : qualification pour les groupes de promotion pour la Primera División RFEF
- 7e, 8e, 9e et 10e : qualification pour les groupes de relégation pour la Segunda División RFEF

Abréviations
- P : Promus de Tercera División

###### Matchs
| Résultats (▼dom., ►ext.)                                   | ATB | ATM | GET | INT | LRO | NAV | POB | RAY | RMC | SSR |
| Atlético Baleares                                          |     | 1-1 | 3-1 | 4-0 | 2-0 | 0-0 | 2-3 | 3-0 | 2-1 | 0-1 |
| Atlético de Madrid B                                       | 1-0 |     | 0-0 | 0-0 | 0-0 | 1-1 | 1-0 | 1-0 | 1-2 | 1-2 |
| Getafe CF B                                                | 0-1 | 1-3 |     | 0-1 | 1-1 | 0-1 | 0-2 | 1-2 | 1-0 | 1-2 |
| Internacional de Madrid                                    | 2-0 | 3-1 | 2-2 |     | 1-0 | 1-1 | 0-0 | 1-2 | 1-2 | 0-0 |
| Las Rozas CF                                               | 3-2 | 2-1 | 0-0 | 0-3 |     | 3-1 | 1-1 | 2-1 | 1-2 | 0-1 |
| CDA Navalcarnero                                           | 3-3 | 1-1 | 0-0 | 0-2 | 3-0 |     | 0-0 | 0-0 | 1-2 | 1-1 |
| UD Poblense                                                | 1-1 | 1-1 | 0-0 | 0-3 | 0-1 | 1-1 |     | 2-3 | 2-2 | 1-1 |
| CF Rayo Majadahonda                                        | 2-0 | 1-0 | 1-1 | 0-1 | 0-0 | 0-0 | 2-1 |     | 1-0 | 2-1 |
| Real Madrid Castilla                                       | 1-1 | 3-1 | 1-2 | 2-2 | 3-1 | 3-1 | 1-1 | 1-0 |     | 3-1 |
| UD San Sebastián de los Reyes                              | 1-1 | 2-0 | 1-0 | 2-1 | 3-1 | 0-1 | 1-0 | 1-0 | 1-1 |     |
| - Victoire à domicile - Match nul - Victoire à l'extérieur |     |     |     |     |     |     |     |     |     |     |

##### Sous-groupe B

###### Classement
| Rang | Équipe                  | Pts | J  | G  | N | P  | Bp | Bc | Diff |
| ---- | ----------------------- | --- | -- | -- | - | -- | -- | -- | ---- |
| 1    | CD Badajoz              | 41  | 18 | 12 | 5 | 1  | 32 | 9  | +23  |
| 2    | Extremadura UD R        | 31  | 18 | 8  | 7 | 3  | 24 | 16 | +8   |
| 3    | CF Talavera de la Reina | 27  | 18 | 7  | 6 | 5  | 23 | 19 | +4   |
| 4    | CF Villanovense P       | 27  | 18 | 7  | 6 | 5  | 15 | 8  | +7   |
| 5    | CD Don Benito           | 24  | 18 | 6  | 6 | 6  | 16 | 21 | -5   |
| 6    | AD Mérida               | 23  | 18 | 6  | 5 | 7  | 12 | 12 | 0    |
| 7    | UD Melilla              | 23  | 18 | 6  | 5 | 7  | 15 | 19 | -4   |
| 8    | Villarrubia CF          | 20  | 18 | 4  | 8 | 6  | 17 | 24 | -7   |
| 9    | UD Socuéllamos P        | 16  | 18 | 4  | 4 | 10 | 13 | 25 | -12  |
| 10   | CP Villarrobledo        | 10  | 18 | 2  | 4 | 12 | 15 | 29 | -14  |

Qualification
- 1er, 2e et 3e : qualification pour les groupes de promotion
- 4e, 5e et 6e : qualification pour les groupes de promotion pour la Primera División RFEF
- 7e, 8e, 9e et 10e : qualification pour les groupes de relégation pour la Segunda División RFEF

Abréviations
- R : Relégués de LaLiga SmartBank 2019-2020
- P : Promus de Tercera División

###### Matchs
| Résultats (▼dom., ►ext.)                                   | BAD | DON | EXT | MEL | MER | SOC | TAL | VNO | VRO | VRU |
| CD Badajoz                                                 |     | 2-0 | 2-1 | 2-0 | 1-0 | 4-0 | 0-0 | 1-0 | 5-3 | 2-0 |
| CD Don Benito                                              | 1-3 |     | 1-2 | 1-0 | 0-0 | 2-1 | 2-0 | 0-0 | 1-0 | 3-1 |
| Extremadura UD                                             | 0-1 | 0-0 |     | 2-1 | 1-1 | 2-0 | 2-2 | 1-0 | 3-1 | 1-1 |
| UD Melilla                                                 | 0-3 | 1-1 | 0-0 |     | 2-0 | 1-2 | 0-3 | 1-0 | 3-0 | 0-0 |
| AD Mérida                                                  | 1-0 | 0-0 | 0-1 | 2-0 |     | 2-0 | 0-1 | 0-1 | 0-1 | 0-0 |
| UD Socuéllamos                                             | 1-1 | 4-1 | 1-3 | 0-1 | 1-2 |     | 1-2 | 0-0 | 1-0 | 1-0 |
| CF Talavera de la Reina                                    | 0-3 | 1-1 | 2-2 | 1-2 | 0-1 | 0-0 |     | 1-0 | 2-1 | 3-0 |
| CF Villanovense                                            | 0-0 | 3-0 | 2-1 | 0-1 | 0-0 | 2-0 | 0-0 |     | 1-0 | 1-1 |
| CP Villarrobledo                                           | 0-0 | 1-2 | 0-1 | 1-1 | 1-2 | 0-0 | 3-2 | 1-2 |     | 1-2 |
| Villarrubia CF                                             | 2-2 | 2-0 | 1-1 | 1-1 | 2-1 | 2-0 | 1-3 | 0-3 | 1-1 |     |
| - Victoire à domicile - Match nul - Victoire à l'extérieur |     |     |     |     |     |     |     |     |     |     |

### Deuxième phase

#### Groupes de promotion

##### Groupe 1

###### Classement
| Rang | Équipe                   | Pts | J  | G  | N | P | Bp | Bc | Diff |
| ---- | ------------------------ | --- | -- | -- | - | - | -- | -- | ---- |
| 1    | Burgos CF                | 50  | 24 | 15 | 5 | 4 | 31 | 14 | +17  |
| 2    | Celta de Vigo B          | 40  | 24 | 12 | 4 | 8 | 34 | 26 | +8   |
| 3    | Zamora CF                | 40  | 24 | 11 | 7 | 6 | 27 | 26 | +1   |
| 4    | Unionistas de Salamanca  | 39  | 24 | 11 | 6 | 7 | 24 | 17 | +7   |
| 5    | Real Valladolid Promesas | 39  | 24 | 11 | 6 | 7 | 32 | 30 | +2   |
| 6    | Cultural Leonesa         | 34  | 24 | 9  | 7 | 8 | 34 | 28 | +6   |

Promotion
- 1er, 2e et 3e : qualification pour les barrages de promotion
- 4e, 5e et 6e : promotion en Primera División RFEF

###### Matchs
| Résultats (▼dom., ►ext.)                                   | BUR | CEL | CUL | UNI | VLL | ZAM |
| Burgos CF                                                  |     | 1-0 |     | 2-0 |     | 3-0 |
| Celta de Vigo B                                            | 1-1 |     | 2-1 |     | 1-3 |     |
| Cultural Leonesa                                           |     | 0-3 |     | 1-2 |     | 2-3 |
| Unionistas de Salamanca                                    | 1-0 |     | 0-1 |     | 3-1 |     |
| Real Valladolid Promesas                                   |     | 0-5 |     | 2-1 |     | 2-1 |
| Zamora CF                                                  | 0-0 |     | 3-2 |     | 2-0 |     |
| - Victoire à domicile - Match nul - Victoire à l'extérieur |     |     |     |     |     |     |

##### Groupe 2

###### Classement
| Rang | Équipe          | Pts        | J  | G  | N  | P | Bp | Bc | Diff |
| ---- | --------------- | ---------- | -- | -- | -- | - | -- | -- | ---- |
| 1    | Real Sociedad B | 53 (2,038) | 26 | 16 | 5  | 5 | 46 | 22 | +24  |
| 2    | Bilbao Athletic | 51 (1,962) | 26 | 15 | 6  | 6 | 46 | 25 | +21  |
| 3    | SD Amorebieta   | 49 (1,885) | 26 | 14 | 7  | 5 | 34 | 21 | +13  |
| 4    | CD Calahorra    | 42 (1,750) | 24 | 11 | 9  | 4 | 22 | 11 | +11  |
| 5    | CD Tudelano     | 34 (1,417) | 24 | 9  | 7  | 8 | 35 | 31 | +4   |
| 6    | SD Logroñés P   | 34 (1,417) | 24 | 8  | 10 | 6 | 23 | 23 | 0    |

Promotion
- 1er, 2e et 3e : qualification pour les barrages de promotion
- 4e : qualification pour les barrages de promotion en tant que meilleur quatrième
- 5e et 6e : promotion en Primera División RFEF

Abréviations
- P : Promus de Tercera División

###### Matchs
| Résultats (▼dom., ►ext.)                                   | AMO | BIL | CAL | LOG | RSO | TUD |
| SD Amorebieta                                              |     |     | 0-0 | 3-1 |     | 3-0 |
| Bilbao Athletic                                            |     |     | 2-1 | 2-0 |     | 3-1 |
| CD Calahorra                                               | 0-0 | 2-1 |     |     | 1-2 |     |
| SD Logroñés                                                | 0-0 | 1-0 |     |     | 1-1 |     |
| Real Sociedad B                                            |     |     | 0-1 | 3-0 |     | 3-2 |
| CD Tudelano                                                | 1-2 | 1-4 |     |     | 1-2 |     |
| - Victoire à domicile - Match nul - Victoire à l'extérieur |     |     |     |     |     |     |

##### Groupe 3

###### Classement
| Rang | Équipe              | Pts        | J  | G  | N  | P | Bp | Bc | Diff |
| ---- | ------------------- | ---------- | -- | -- | -- | - | -- | -- | ---- |
| 1    | UD Ibiza            | 52 (2,167) | 24 | 16 | 4  | 4 | 36 | 10 | +26  |
| 2    | FC Barcelone B      | 49 (1,885) | 26 | 15 | 4  | 7 | 42 | 27 | +15  |
| 3    | FC Andorra          | 44 (1,692) | 26 | 12 | 8  | 7 | 34 | 25 | +9   |
| 4    | Gimnàstic Tarragone | 43 (1,654) | 26 | 11 | 10 | 5 | 38 | 24 | +14  |
| 5    | CD Alcoyano P       | 33 (1,375) | 24 | 9  | 6  | 9 | 22 | 25 | -3   |
| 6    | Villarreal CF B     | 29 (1,208) | 24 | 7  | 8  | 9 | 31 | 32 | -1   |

Promotion
- 1er, 2e et 3e : qualification pour les barrages de promotion
- 4e, 5e et 6e : promotion en Primera División RFEF

Abréviations
- P : Promus de Tercera División

###### Matchs
| Résultats (▼dom., ►ext.)                                   | ALC | AND | BAR | GIM | IBI | VIL |
| CD Alcoyano                                                |     | 2-3 | 1-2 | 1-1 |     |     |
| FC Andorra                                                 | 0-0 |     |     |     | 1-0 | 3-1 |
| FC Barcelone B                                             | 2-1 |     |     |     | 2-1 | 3-2 |
| Gimnàstic Tarragone                                        | 1-0 |     |     |     | 0-1 | 2-2 |
| UD Ibiza                                                   |     | 2-1 | 2-1 | 4-0 |     |     |
| Villarreal CF B                                            |     | 1-3 | 3-4 | 1-2 |     |     |
| - Victoire à domicile - Match nul - Victoire à l'extérieur |     |     |     |     |     |     |

##### Groupe 4

###### Classement
| Rang | Équipe              | Pts | J  | G  | N | P  | Bp | Bc | Diff |
| ---- | ------------------- | --- | -- | -- | - | -- | -- | -- | ---- |
| 1    | Linares Deportivo P | 47  | 24 | 14 | 5 | 5  | 28 | 17 | +11  |
| 2    | UCAM Murcie         | 43  | 24 | 12 | 7 | 5  | 31 | 23 | +8   |
| 3    | Algeciras CF        | 40  | 24 | 11 | 7 | 6  | 25 | 23 | +2   |
| 4    | Betis Deportivo P   | 39  | 24 | 10 | 9 | 5  | 33 | 22 | +11  |
| 5    | San Fernando CD     | 38  | 24 | 11 | 5 | 8  | 29 | 23 | +6   |
| 6    | Atlético Sanluqueño | 34  | 24 | 10 | 4 | 10 | 23 | 28 | -5   |

Promotion
- 1er, 2e et 3e : qualification pour les barrages de promotion
- 4e, 5e et 6e : promotion en Primera División RFEF

Abréviations
- P : Promus de Tercera División

###### Matchs
| Résultats (▼dom., ►ext.)                                   | ALG | ATS | BET | LIN | SAN | UCAM |
| Algeciras CF                                               |     |     | 1-0 | 0-0 |     | 1-1  |
| Atlético Sanluqueño                                        |     |     | 2-1 | 0-2 |     | 0-1  |
| Betis Deportivo                                            | 3-0 | 3-1 |     |     | 2-1 |      |
| Linares Deportivo                                          | 1-0 | 1-0 |     |     | 1-1 |      |
| San Fernando CD                                            |     |     | 2-1 | 0-1 |     | 2-0  |
| UCAM Murcie                                                | 1-2 | 3-2 |     |     | 3-1 |      |
| - Victoire à domicile - Match nul - Victoire à l'extérieur |     |     |     |     |     |      |

##### Groupe 5

###### Classement
| Rang | Équipe                        | Pts | J  | G  | N | P | Bp | Bc | Diff |
| ---- | ----------------------------- | --- | -- | -- | - | - | -- | -- | ---- |
| 1    | CD Badajoz                    | 54  | 24 | 16 | 6 | 2 | 43 | 13 | +30  |
| 2    | UD San Sebastián de los Reyes | 43  | 24 | 12 | 7 | 5 | 28 | 23 | +5   |
| 3    | Real Madrid Castilla          | 40  | 24 | 11 | 7 | 6 | 40 | 31 | +9   |
| 4    | Extremadura UD R              | 39  | 24 | 10 | 9 | 5 | 28 | 21 | +7   |
| 5    | Internacional de Madrid       | 36  | 24 | 10 | 6 | 8 | 27 | 22 | +5   |
| 6    | CF Talavera de la Reina       | 34  | 24 | 9  | 7 | 8 | 33 | 29 | +4   |

Promotion
- 1er, 2e et 3e : qualification pour les barrages de promotion
- 4e, 5e et 6e : promotion en Primera División RFEF

Abréviations
- R : Relégués de LaLiga SmartBank 2019-2020

###### Matchs
| Résultats (▼dom., ►ext.)                                   | BAD | EXT | INT | RMC | SSR | TAL |
| CD Badajoz                                                 |     |     | 1-0 | 2-0 | 1-1 |     |
| Extremadura UD                                             |     |     | 1-0 | 2-0 | 0-0 |     |
| Internacional de Madrid                                    | 0-2 | 1-0 |     |     |     | 2-0 |
| Real Madrid Castilla                                       | 3-1 | 1-1 |     |     |     | 2-2 |
| UD San Sebastián de los Reyes                              | 0-4 | 3-0 |     |     |     | 2-1 |
| CF Talavera de la Reina                                    |     |     | 2-0 | 2-4 | 3-0 |     |
| - Victoire à domicile - Match nul - Victoire à l'extérieur |     |     |     |     |     |     |

##### Classement des équipes classés quatrième
| Rang | Équipe                  | Pts        | J  | G  | N  | P | Bp | Bc | Diff |
| ---- | ----------------------- | ---------- | -- | -- | -- | - | -- | -- | ---- |
| 1    | CD Calahorra            | 42 (1,750) | 24 | 11 | 9  | 4 | 22 | 11 | +11  |
| 2    | Gimnàstic Tarragone     | 43 (1,654) | 26 | 11 | 10 | 5 | 38 | 24 | +14  |
| 3    | Betis Deportivo P       | 39 (1,625) | 24 | 10 | 9  | 5 | 33 | 22 | +11  |
| 4    | Extremadura UD R        | 39 (1,625) | 24 | 10 | 9  | 5 | 28 | 21 | +7   |
| 5    | Unionistas de Salamanca | 39 (1,625) | 24 | 11 | 6  | 7 | 24 | 17 | +7   |

Promotion
- 1er : qualification pour les barrages de promotion
- 2e, 3e, 4e et 5e : promotion en Primera División RFEF

Abréviations
- R : Relégués de LaLiga SmartBank 2019-2020
- P : Promus de Tercera División

#### Groupes de promotion pour la Primera División RFEF

##### Groupe 1

###### Classement
| Rang | Équipe                 | Pts | J  | G  | N  | P  | Bp | Bc | Diff |
| ---- | ---------------------- | --- | -- | -- | -- | -- | -- | -- | ---- |
| 1    | Racing de Ferrol       | 40  | 24 | 11 | 7  | 6  | 31 | 23 | +8   |
| 2    | Deportivo La Corogne R | 39  | 24 | 11 | 6  | 7  | 22 | 13 | +9   |
| 3    | CD Numancia R          | 38  | 24 | 10 | 8  | 6  | 34 | 19 | +15  |
| 4    | UP Langreo             | 30  | 24 | 7  | 9  | 8  | 25 | 30 | -5   |
| 5    | SD Compostelle P       | 28  | 24 | 5  | 13 | 6  | 22 | 23 | -1   |
| 6    | Marino de Luanco       | 27  | 24 | 7  | 6  | 11 | 19 | 26 | -7   |

Promotion
- 1er et 2e : promotion en Primera División RFEF
- 3e, 4e, 5e et 6e : maintien en Segunda División RFEF

Abréviations
- R : Relégués de LaLiga SmartBank 2019-2020
- P : Promus de Tercera División

###### Matchs
| Résultats (▼dom., ►ext.)                                   | COM | DEP | LAN | MAR | NUM | RAC |
| SD Compostelle                                             |     |     | 1-1 | 0-1 | 1-2 |     |
| Deportivo La Corogne                                       |     |     | 5-0 | 1-0 | 2-1 |     |
| UP Langreo                                                 | 0-0 | 1-0 |     |     |     | 2-3 |
| Marino de Luanco                                           | 0-0 | 0-0 |     |     |     | 0-1 |
| CD Numancia                                                | 3-0 | 1-0 |     |     |     | 3-1 |
| Racing de Ferrol                                           |     |     | 1-0 | 2-0 | 1-1 |     |
| - Victoire à domicile - Match nul - Victoire à l'extérieur |     |     |     |     |     |     |

##### Groupe 2

###### Classement
| Rang | Équipe                | Pts | J  | G  | N  | P  | Bp | Bc | Diff |
| ---- | --------------------- | --- | -- | -- | -- | -- | -- | -- | ---- |
| 1    | Real Unión            | 45  | 26 | 14 | 3  | 9  | 34 | 21 | +13  |
| 2    | Racing de Santander R | 42  | 26 | 12 | 6  | 8  | 40 | 28 | +12  |
| 3    | Arenas Club de Getxo  | 39  | 26 | 9  | 12 | 5  | 23 | 19 | +4   |
| 4    | CD Ebro               | 39  | 26 | 10 | 9  | 7  | 24 | 28 | -4   |
| 5    | CA Osasuna B          | 37  | 26 | 10 | 7  | 9  | 33 | 32 | +1   |
| 6    | SD Tarazona P         | 31  | 26 | 9  | 4  | 13 | 22 | 33 | -11  |
| 7    | CD Laredo P           | 29  | 26 | 8  | 5  | 13 | 23 | 36 | -13  |

Promotion
- 1er et 2e : promotion en Primera División RFEF
- 3e, 4e, 5e, 6e et 7e : maintien en Segunda División RFEF

Abréviations
- R : Relégués de LaLiga SmartBank 2019-2020
- P : Promus de Tercera División

###### Matchs
| Résultats (▼dom., ►ext.)                                   | ARE | EBR | LAR | OSA | RAC | RUN | TAR |
| Arenas Club de Getxo                                       |     | 0-0 |     | 1-3 |     |     | 1-0 |
| CD Ebro                                                    | 0-2 |     | 3-1 |     | 2-4 | 1-0 |     |
| CD Laredo                                                  |     | 0-0 |     | 1-1 |     |     | 2-0 |
| CA Osasuna B                                               | 1-2 |     | 3-1 |     | 2-0 | 0-2 |     |
| Racing de Santander                                        |     | 1-3 |     | 3-1 |     |     | 0-1 |
| Real Unión                                                 |     | 3-0 |     | 0-1 |     |     | 1-0 |
| SD Tarazona                                                | 0-2 |     | 2-1 |     | 2-2 | 1-2 |     |
| - Victoire à domicile - Match nul - Victoire à l'extérieur |     |     |     |     |     |     |     |

##### Groupe 3

###### Classement
| Rang | Équipe           | Pts | J  | G  | N | P  | Bp | Bc | Diff |
| ---- | ---------------- | --- | -- | -- | - | -- | -- | -- | ---- |
| 1    | UE Cornellà      | 42  | 26 | 12 | 6 | 8  | 36 | 29 | +7   |
| 2    | UE Llagostera    | 39  | 26 | 10 | 9 | 7  | 27 | 26 | +1   |
| 3    | Hércules CF      | 38  | 26 | 10 | 8 | 8  | 28 | 23 | +5   |
| 4    | Lleida Esportiu  | 35  | 26 | 10 | 5 | 11 | 28 | 28 | 0    |
| 5    | CF Badalona      | 33  | 26 | 8  | 9 | 9  | 23 | 23 | 0    |
| 6    | CF La Nucía      | 31  | 26 | 8  | 7 | 11 | 20 | 28 | -8   |
| 7    | Atlético Levante | 30  | 26 | 8  | 6 | 12 | 20 | 29 | -9   |

Promotion
- 1er et 2e : promotion en Primera División RFEF
- 3e, 4e, 5e, 6e et 7e : maintien en Segunda División RFEF

###### Matchs
| Résultats (▼dom., ►ext.)                                   | ATL | BAD | COR | HER | LAN | LLA | LLE |
| Atlético Levante                                           |     | 1-1 | 0-1 |     |     | 2-1 | 0-1 |
| CF Badalona                                                | 1-2 |     |     | 1-1 | 4-1 |     |     |
| UE Cornellà                                                | 3-0 |     |     | 1-2 | 2-1 |     |     |
| Hércules CF                                                |     | 1-0 | 1-2 |     |     | 2-0 | 3-1 |
| CF La Nucía                                                |     | 1-0 | 0-0 |     |     | 0-1 | 1-0 |
| UE Llagostera                                              | 2-0 |     |     | 3-3 | 1-0 |     |     |
| Lleida Esportiu                                            | 0-0 |     |     | 1-0 | 1-1 |     |     |
| - Victoire à domicile - Match nul - Victoire à l'extérieur |     |     |     |     |     |     |     |

##### Groupe 4

###### Classement
| Rang | Équipe           | Pts | J  | G  | N  | P  | Bp | Bc | Diff |
| ---- | ---------------- | --- | -- | -- | -- | -- | -- | -- | ---- |
| 1    | Séville Atlético | 38  | 24 | 10 | 8  | 6  | 37 | 27 | +10  |
| 2    | RB Linense       | 38  | 24 | 10 | 8  | 6  | 24 | 22 | +2   |
| 3    | Córdoba CF       | 37  | 24 | 10 | 7  | 7  | 31 | 22 | +9   |
| 4    | Real Murcie      | 35  | 24 | 9  | 8  | 7  | 27 | 25 | +2   |
| 5    | UD Tamaraceite P | 33  | 24 | 7  | 12 | 5  | 23 | 20 | +3   |
| 6    | Cadix CF B       | 29  | 24 | 8  | 5  | 11 | 27 | 29 | -2   |

Promotion
- 1er et 2e : promotion en Primera División RFEF
- 3e, 4e, 5e et 6e : maintien en Segunda División RFEF

Abréviations
- P : Promus de Tercera División

###### Matchs
| Résultats (▼dom., ►ext.)                                   | CAD | COR | LIN | MUR | SEV | TAM |
| Cadix CF B                                                 |     | 2-0 |     | 0-1 | 1-4 |     |
| Córdoba CF                                                 | 2-1 |     | 1-2 |     |     | 1-1 |
| RB Linense                                                 |     | 0-5 |     | 1-0 | 3-1 |     |
| Real Murcie                                                | 2-1 |     | 0-0 |     |     | 2-1 |
| Séville Atlético                                           | 1-2 |     | 3-1 |     |     | 0-0 |
| UD Tamaraceite                                             |     | 0-1 |     | 1-0 | 1-1 |     |
| - Victoire à domicile - Match nul - Victoire à l'extérieur |     |     |     |     |     |     |

##### Groupe 5

###### Classement
| Rang | Équipe              | Pts | J  | G  | N  | P  | Bp | Bc | Diff |
| ---- | ------------------- | --- | -- | -- | -- | -- | -- | -- | ---- |
| 1    | CF Rayo Majadahonda | 41  | 24 | 12 | 5  | 7  | 26 | 21 | +5   |
| 2    | Atlético Baleares   | 39  | 24 | 11 | 6  | 7  | 36 | 24 | +12  |
| 3    | CF Villanovense P   | 36  | 24 | 10 | 6  | 8  | 21 | 14 | +7   |
| 4    | AD Mérida           | 30  | 24 | 8  | 6  | 10 | 19 | 19 | 0    |
| 5    | CDA Navalcarnero P  | 27  | 24 | 5  | 12 | 7  | 20 | 25 | -5   |
| 6    | CD Don Benito       | 25  | 24 | 6  | 7  | 11 | 18 | 31 | -13  |

Promotion
- 1er et 2e : promotion en Primera División RFEF
- 3e, 4e, 5e et 6e : maintien en Segunda División RFEF

Abréviations
- P : Promus de Tercera División

###### Matchs
| Résultats (▼dom., ►ext.)                                   | ATB | DON | MER | NAV | RAY | VNO |
| Atlético Baleares                                          |     | 1-0 | 2-1 |     |     | 1-0 |
| CD Don Benito                                              | 1-4 |     |     | 0-1 | 1-2 |     |
| AD Mérida                                                  | 1-0 |     |     | 3-0 | 1-1 |     |
| CDA Navalcarnero                                           |     | 0-0 | 2-0 |     |     | 0-2 |
| CF Rayo Majadahonda                                        |     | 2-0 | 2-1 |     |     | 0-2 |
| CF Villanovense                                            | 0-2 |     |     | 2-1 | 0-2 |     |
| - Victoire à domicile - Match nul - Victoire à l'extérieur |     |     |     |     |     |     |

#### Groupes de relégation pour la Segunda División RFEF

##### Groupe 1

###### Classement
| Rang | Équipe              | Pts | J  | G  | N  | P  | Bp | Bc | Diff |
| ---- | ------------------- | --- | -- | -- | -- | -- | -- | -- | ---- |
| 1    | Coruxo FC           | 35  | 26 | 10 | 6  | 10 | 32 | 32 | 0    |
| 2    | Salamanca CF UDS    | 35  | 26 | 9  | 8  | 9  | 29 | 26 | +3   |
| 3    | Pontevedra CF       | 34  | 26 | 8  | 10 | 8  | 31 | 25 | +6   |
| 4    | Real Oviedo B       | 30  | 26 | 8  | 6  | 12 | 22 | 39 | -17  |
| 5    | CD Lealtad P        | 28  | 26 | 5  | 13 | 8  | 20 | 23 | -3   |
| 6    | Sporting de Gijón B | 26  | 26 | 5  | 11 | 10 | 26 | 35 | -9   |
| 7    | CD Guijuelo         | 22  | 26 | 5  | 7  | 14 | 24 | 38 | -14  |
| 8    | CD Covadonga P      | 15  | 26 | 4  | 3  | 19 | 31 | 57 | -26  |

Relégation
- 1er, 2e et 3e : maintien en Segunda División RFEF
- 4e, 5e, 6e, 7e et 8e : relégation en Tercera División RFEF

Abréviations
- P : Promus de Tercera División

###### Matchs
| Résultats (▼dom., ►ext.)                                   | COR | COV | GUI | LEA | OVI | PON | SAL | SPO |
| Coruxo FC                                                  |     | 3-2 |     | 2-1 | 4-0 |     |     | 1-1 |
| CD Covadonga                                               | 2-3 |     | 3-3 |     |     | 0-3 | 1-2 |     |
| CD Guijuelo                                                |     | 3-1 |     | 1-3 | 0-2 |     |     | 1-0 |
| CD Lealtad                                                 | 0-0 |     | 2-3 |     |     | 2-2 | 0-0 |     |
| Real Oviedo B                                              | 1-1 |     | 2-0 |     |     | 0-0 | 0-0 |     |
| Pontevedra CF                                              |     | 2-1 |     | 0-0 | 3-0 |     |     | 1-2 |
| Salamanca CF UDS                                           |     | 1-0 |     | 1-1 | 4-0 |     |     | 4-1 |
| Sporting de Gijón B                                        | 2-2 |     | 3-1 |     |     | 1-1 | 0-0 |     |
| - Victoire à domicile - Match nul - Victoire à l'extérieur |     |     |     |     |     |     |     |     |

##### Groupe 2

###### Classement
| Rang | Équipe             | Pts        | J  | G  | N  | P  | Bp | Bc | Diff |
| ---- | ------------------ | ---------- | -- | -- | -- | -- | -- | -- | ---- |
| 1    | UD Mutilvera P     | 39 (1,500) | 26 | 10 | 9  | 7  | 32 | 21 | +11  |
| 2    | SD Ejea            | 37 (1,423) | 26 | 10 | 7  | 9  | 24 | 26 | -2   |
| 3    | CD Izarra          | 34 (1,308) | 26 | 10 | 4  | 12 | 29 | 31 | -2   |
| 4    | Club Portugalete P | 28 (1,000) | 28 | 7  | 7  | 14 | 22 | 28 | -6   |
| 5    | Haro Deportivo     | 25 (0,962) | 26 | 5  | 10 | 11 | 25 | 31 | -6   |
| 6    | Deportivo Alavés B | 22 (0,786) | 28 | 5  | 7  | 16 | 26 | 42 | -16  |
| 7    | Barakaldo CF       | 22 (0,786) | 28 | 5  | 7  | 16 | 26 | 51 | -25  |
| 8    | SD Leioa           | 16 (0,571) | 28 | 3  | 7  | 18 | 18 | 47 | -29  |

Relégation
- 1er, 2e et 3e : maintien en Segunda División RFEF
- 4e, 5e, 6e, 7e et 8e : relégation en Tercera División RFEF

Abréviations
- P : Promus de Tercera División

###### Matchs
| Résultats (▼dom., ►ext.)                                   | ALA | BAR | EJE | HAR | IZA | LEI | MUL | POR |
| Deportivo Alavés B                                         |     |     | 0-1 | 2-2 | 0-1 |     | 0-0 |     |
| Barakaldo CF                                               |     |     | 1-2 | 2-2 | 1-1 |     | 1-1 |     |
| SD Ejea                                                    | 2-1 | 2-1 |     |     |     | 2-1 |     | 1-2 |
| Haro Deportivo                                             | 2-0 | 1-1 |     |     |     | 2-0 |     | 1-0 |
| CD Izarra                                                  | 2-1 | 3-0 |     |     |     | 4-1 |     | 3-2 |
| SD Leioa                                                   |     |     | 0-1 | 2-1 | 1-0 |     | 0-1 |     |
| UD Mutilvera                                               | 1-0 | 0-0 |     |     |     | 4-1 |     | 1-0 |
| Club Portugalete                                           |     |     | 1-1 | 0-0 | 0-1 |     | 1-1 |     |
| - Victoire à domicile - Match nul - Victoire à l'extérieur |     |     |     |     |     |     |     |     |

##### Groupe 3

###### Classement
| Rang | Équipe                  | Pts        | J  | G  | N  | P  | Bp | Bc | Diff |
| ---- | ----------------------- | ---------- | -- | -- | -- | -- | -- | -- | ---- |
| 1    | SCR Peña Deportiva      | 36 (1,385) | 26 | 8  | 12 | 6  | 20 | 20 | 0    |
| 2    | Espanyol de Barcelone B | 37 (1,321) | 28 | 10 | 7  | 11 | 33 | 34 | -1   |
| 3    | AE Prat                 | 36 (1,286) | 28 | 8  | 12 | 8  | 23 | 27 | -4   |
| 4    | UE Olot                 | 34 (1,214) | 28 | 9  | 7  | 12 | 29 | 35 | -6   |
| 5    | Atzeneta UE P           | 28 (1,077) | 26 | 7  | 7  | 12 | 27 | 29 | -2   |
| 6    | CE L'Hospitalet P       | 30 (1,071) | 28 | 8  | 6  | 14 | 31 | 48 | -17  |
| 7    | Orihuela CF             | 25 (0,962) | 26 | 6  | 7  | 13 | 25 | 40 | -15  |
| 8    | Valence Mestalla        | 18 (0,692) | 26 | 2  | 12 | 12 | 24 | 35 | -11  |

Relégation
- 1er, 2e et 3e : maintien en Segunda División RFEF
- 4e, 5e, 6e, 7e et 8e : relégation en Tercera División RFEF

Abréviations
- P : Promus de Tercera División

###### Matchs
| Résultats (▼dom., ►ext.)                                   | ATZ | ESP | HOS | OLO | ORI | PDE | PRA | VAL |
| Atzeneta UE                                                |     | 2-0 | 1-2 | 0-1 |     |     | 1-2 |     |
| Espanyol de Barcelone B                                    | 3-0 |     |     |     | 2-1 | 0-0 |     | 2-1 |
| CE L'Hospitalet                                            | 0-1 |     |     |     | 4-1 | 0-1 |     | 1-1 |
| UE Olot                                                    | 1-0 |     |     |     | 1-3 | 1-1 |     | 1-0 |
| Orihuela CF                                                |     | 2-1 | 5-2 | 1-3 |     |     | 0-0 |     |
| SCR Peña Deportiva                                         |     | 1-3 | 2-0 | 2-1 |     |     | 1-1 |     |
| AE Prat                                                    | 2-2 |     |     |     | 1-0 | 1-2 |     | 1-0 |
| Valence Mestalla                                           |     | 0-0 | 1-1 | 0-1 |     |     | 1-2 |     |
| - Victoire à domicile - Match nul - Victoire à l'extérieur |     |     |     |     |     |     |     |     |

##### Groupe 4

###### Classement
| Rang | Équipe               | Pts | J  | G | N  | P  | Bp | Bc | Diff |
| ---- | -------------------- | --- | -- | - | -- | -- | -- | -- | ---- |
| 1    | Las Palmas Atlético  | 35  | 26 | 8 | 11 | 7  | 27 | 25 | +2   |
| 2    | CD El Ejido 2012 P   | 35  | 26 | 9 | 8  | 9  | 30 | 27 | +3   |
| 3    | Recreativo Grenade   | 35  | 26 | 9 | 8  | 9  | 25 | 23 | +2   |
| 4    | Marbella FC          | 34  | 26 | 9 | 7  | 10 | 31 | 27 | +4   |
| 5    | Yeclano Deportivo    | 29  | 26 | 8 | 5  | 13 | 29 | 40 | -11  |
| 6    | Recreativo de Huelva | 23  | 26 | 6 | 5  | 15 | 36 | 38 | -2   |
| 7    | CF Lorca Deportiva P | 19  | 26 | 4 | 7  | 15 | 26 | 49 | -23  |
| 8    | CD Marino P          | 12  | 26 | 2 | 6  | 18 | 18 | 50 | -32  |

Relégation
- 1er, 2e et 3e : maintien en Segunda División RFEF
- 4e, 5e, 6e, 7e et 8e : relégation en Tercera División RFEF

Abréviations
- P : Promus de Tercera División

###### Matchs
| Résultats (▼dom., ►ext.)                                   | EJI | LAS | LOR | MAB | MAR | REG | REH | YEC |
| CD El Ejido 2012                                           |     | 1-3 |     | 2-0 | 4-0 |     | 2-0 |     |
| Las Palmas Atlético                                        | 0-1 |     | 3-1 |     |     | 0-0 |     | 4-2 |
| CF Lorca Deportiva                                         |     | 2-2 |     | 2-3 | 2-1 |     | 2-1 |     |
| Marbella FC                                                | 1-0 |     | 2-1 |     |     | 0-0 |     | 3-0 |
| CD Marino                                                  | 1-1 |     | 0-1 |     |     | 1-2 |     | 1-2 |
| Recreativo Grenade                                         |     | 0-1 |     | 0-1 | 1-1 |     | 1-0 |     |
| Recreativo de Huelva                                       | 1-2 |     | 4-0 |     |     | 0-1 |     | 0-1 |
| Yeclano Deportivo                                          |     | 2-1 |     | 3-1 | 4-2 |     | 2-1 |     |
| - Victoire à domicile - Match nul - Victoire à l'extérieur |     |     |     |     |     |     |     |     |

##### Groupe 5

###### Classement
| Rang | Équipe               | Pts | J  | G | N  | P  | Bp | Bc | Diff |
| ---- | -------------------- | --- | -- | - | -- | -- | -- | -- | ---- |
| 1    | UD Melilla           | 37  | 26 | 9 | 10 | 7  | 28 | 26 | +2   |
| 2    | UD Socuéllamos P     | 33  | 26 | 9 | 6  | 11 | 20 | 27 | -7   |
| 3    | UD Poblense P        | 30  | 26 | 6 | 12 | 8  | 29 | 28 | +1   |
| 4    | Atlético de Madrid B | 29  | 26 | 7 | 8  | 11 | 23 | 30 | -7   |
| 5    | Villarrubia CF       | 29  | 26 | 6 | 11 | 9  | 24 | 33 | -9   |
| 6    | Las Rozas CF         | 28  | 26 | 6 | 10 | 10 | 21 | 31 | -10  |
| 7    | Getafe CF B          | 23  | 26 | 4 | 11 | 11 | 18 | 30 | -12  |
| 8    | CP Villarrobledo     | 12  | 26 | 2 | 6  | 18 | 20 | 44 | -24  |

Relégation
- 1er et 2e : maintien en Segunda División RFEF
- 3e : relégation en Tercera División RFEF en tant que moins bon troisième
- 4e, 5e, 6e, 7e et 8e : relégation en Tercera División RFEF

Abréviations
- P : Promus de Tercera División

###### Matchs
| Résultats (▼dom., ►ext.)                                   | ATM | GET | LRO | MEL | POB | SOC | VRO | VRU |
| Atlético de Madrid B                                       |     |     |     | 0-2 |     | 0-1 | 2-1 | 2-2 |
| Getafe CF B                                                |     |     |     | 2-2 |     | 0-0 | 2-1 | 1-0 |
| Las Rozas CF                                               |     |     |     | 2-2 |     | 0-0 | 0-0 | 1-1 |
| UD Melilla                                                 | 3-0 | 1-1 | 0-0 |     | 3-2 |     |     |     |
| UD Poblense                                                |     |     |     | 0-0 |     | 2-0 | 4-0 | 2-1 |
| UD Socuéllamos                                             | 1-0 | 3-0 | 1-0 |     | 1-0 |     |     |     |
| CP Villarrobledo                                           | 0-2 | 1-1 | 1-2 |     | 1-2 |     |     |     |
| Villarrubia CF                                             | 0-2 | 1-0 | 1-0 |     | 1-1 |     |     |     |
| - Victoire à domicile - Match nul - Victoire à l'extérieur |     |     |     |     |     |     |     |     |

##### Classement des équipes classés troisième
| Rang | Équipe             | Pts        | J  | G  | N  | P  | Bp | Bc | Diff |
| ---- | ------------------ | ---------- | -- | -- | -- | -- | -- | -- | ---- |
| 1    | Recreativo Grenade | 35 (1,346) | 26 | 9  | 8  | 9  | 25 | 23 | +2   |
| 2    | Pontevedra CF      | 34 (1,308) | 26 | 8  | 10 | 8  | 31 | 25 | +6   |
| 3    | CD Izarra          | 34 (1,308) | 26 | 10 | 4  | 12 | 29 | 31 | -2   |
| 4    | AE Prat            | 36 (1,286) | 28 | 8  | 12 | 8  | 23 | 27 | -4   |
| 5    | UD Poblense P      | 30 (1,154) | 26 | 6  | 12 | 8  | 29 | 28 | +1   |

Relégation
- 1er, 2e, 3e et 4e : maintien en Segunda División RFEF
- 5e : relégation en Tercera División RFEF

Abréviations
- P : Promus de Tercera División

## Barrages de promotion
|  | Demi-finales                  | Demi-finales                  | Demi-finales | Demi-finales |                 |                 | Finales     | Finales     | Finales     | Finales     |
|  |                               |                               |              |              |                 |                 |             |             |             |             |
|  | 15 mai 2021                   | 15 mai 2021                   | 15 mai 2021  | 15 mai 2021  |                 |                 | 22 mai 2021 | 22 mai 2021 | 22 mai 2021 | 22 mai 2021 |
|  | Real Sociedad B               | Real Sociedad B               | 2ap          | 2ap          |                 |                 | 22 mai 2021 | 22 mai 2021 | 22 mai 2021 | 22 mai 2021 |
|  | Real Sociedad B               | Real Sociedad B               | 2ap          | 2ap          |                 |                 | 22 mai 2021 | 22 mai 2021 | 22 mai 2021 | 22 mai 2021 |
|  | FC Andorra                    | FC Andorra                    | 1            | 1            |                 |                 | 22 mai 2021 | 22 mai 2021 | 22 mai 2021 | 22 mai 2021 |
|  | FC Andorra                    | FC Andorra                    | 1            | 1            | Real Sociedad B | Real Sociedad B | 2ap         | 2ap         |             |             |
|  | 15 mai 2021                   |                               |              |              | Real Sociedad B | Real Sociedad B | 2ap         | 2ap         |             |             |
|  |                               |                               | Algeciras CF | Algeciras CF | 1               | 1               |             |             |             |             |
|  | UD San Sebastián de los Reyes | UD San Sebastián de los Reyes | Algeciras CF | Algeciras CF | 1               | 1               | 1           | 1           |             |             |
|  | UD San Sebastián de los Reyes | UD San Sebastián de los Reyes |              |              |                 |                 |             | 1           |             |             |
|  | Algeciras CF                  | Algeciras CF                  | 3            | 3            |                 |                 |             |             |             |             |
|  | Algeciras CF                  | Algeciras CF                  | 3            | 3            |                 |                 |             |             |             |             |

|  |                   |                   |               |               |            |            |             |             |             |             |
|  | 16 mai 2021       | 16 mai 2021       | 16 mai 2021   | 16 mai 2021   |            |            | 22 mai 2021 | 22 mai 2021 | 22 mai 2021 | 22 mai 2021 |
|  | CD Badajoz        | CD Badajoz        | 2             | 2             |            |            | 22 mai 2021 | 22 mai 2021 | 22 mai 2021 | 22 mai 2021 |
|  | CD Badajoz        | CD Badajoz        | 2             | 2             |            |            | 22 mai 2021 | 22 mai 2021 | 22 mai 2021 | 22 mai 2021 |
|  | Zamora CF         | Zamora CF         | 0             | 0             |            |            | 22 mai 2021 | 22 mai 2021 | 22 mai 2021 | 22 mai 2021 |
|  | Zamora CF         | Zamora CF         | 0             | 0             | CD Badajoz | CD Badajoz | 0           | 0           |             |             |
|  | 15 mai 2021       |                   |               |               | CD Badajoz | CD Badajoz | 0           | 0           |             |             |
|  |                   |                   | SD Amorebieta | SD Amorebieta | 1          | 1          |             |             |             |             |
|  | Linares Deportivo | Linares Deportivo | SD Amorebieta | SD Amorebieta | 1          | 1          | 1           | 1           |             |             |
|  | Linares Deportivo | Linares Deportivo |               |               |            |            |             | 1           |             |             |
|  | SD Amorebieta     | SD Amorebieta     | 2             | 2             |            |            |             |             |             |             |
|  | SD Amorebieta     | SD Amorebieta     | 2             | 2             |            |            |             |             |             |             |

|  |                      |                      |             |             |          |          |             |             |             |             |
|  | 16 mai 2021          | 16 mai 2021          | 16 mai 2021 | 16 mai 2021 |          |          | 23 mai 2021 | 23 mai 2021 | 23 mai 2021 | 23 mai 2021 |
|  | UD Ibiza             | UD Ibiza             | 0           | 0           |          |          | 23 mai 2021 | 23 mai 2021 | 23 mai 2021 | 23 mai 2021 |
|  | UD Ibiza             | UD Ibiza             | 0           | 0           |          |          | 23 mai 2021 | 23 mai 2021 | 23 mai 2021 | 23 mai 2021 |
|  | Real Madrid Castilla | Real Madrid Castilla | 0           | 0           |          |          | 23 mai 2021 | 23 mai 2021 | 23 mai 2021 | 23 mai 2021 |
|  | Real Madrid Castilla | Real Madrid Castilla | 0           | 0           | UD Ibiza | UD Ibiza | 1           | 1           |             |             |
|  | 16 mai 2021          |                      |             |             | UD Ibiza | UD Ibiza | 1           | 1           |             |             |
|  |                      |                      | UCAM Murcie | UCAM Murcie | 0        | 0        |             |             |             |             |
|  | UCAM Murcie          | UCAM Murcie          | UCAM Murcie | UCAM Murcie | 0        | 0        | 0tab (5)    | 0tab (5)    |             |             |
|  | UCAM Murcie          | UCAM Murcie          |             |             |          |          |             | 0tab (5)    |             |             |
|  | FC Barcelone B       | FC Barcelone B       | 0ap (4)     | 0ap (4)     |          |          |             |             |             |             |
|  | FC Barcelone B       | FC Barcelone B       | 0ap (4)     | 0ap (4)     |          |          |             |             |             |             |

|  |                 |                 |                 |                 |           |           |             |             |             |             |
|  | 15 mai 2021     | 15 mai 2021     | 15 mai 2021     | 15 mai 2021     |           |           | 23 mai 2021 | 23 mai 2021 | 23 mai 2021 | 23 mai 2021 |
|  | Burgos CF       | Burgos CF       | 1ap             | 1ap             |           |           | 23 mai 2021 | 23 mai 2021 | 23 mai 2021 | 23 mai 2021 |
|  | Burgos CF       | Burgos CF       | 1ap             | 1ap             |           |           | 23 mai 2021 | 23 mai 2021 | 23 mai 2021 | 23 mai 2021 |
|  | CD Calahorra    | CD Calahorra    | 0               | 0               |           |           | 23 mai 2021 | 23 mai 2021 | 23 mai 2021 | 23 mai 2021 |
|  | CD Calahorra    | CD Calahorra    | 0               | 0               | Burgos CF | Burgos CF | 1ap         | 1ap         |             |             |
|  | 16 mai 2021     |                 |                 |                 | Burgos CF | Burgos CF | 1ap         | 1ap         |             |             |
|  |                 |                 | Bilbao Athletic | Bilbao Athletic | 0         | 0         |             |             |             |             |
|  | Bilbao Athletic | Bilbao Athletic | Bilbao Athletic | Bilbao Athletic | 0         | 0         | 2           | 2           |             |             |
|  | Bilbao Athletic | Bilbao Athletic |                 |                 |           |           |             | 2           |             |             |
|  | Celta de Vigo B | Celta de Vigo B | 1               | 1               |           |           |             |             |             |             |
|  | Celta de Vigo B | Celta de Vigo B | 1               | 1               |           |           |             |             |             |             |

- En cas d'égalité, le club avec le meilleur classement lors de la deuxième phase est déclaré vainqueur.

### Demi-finales
Les demi-finales des barrages de promotion se déroulent les 15 et 16 mai. Le tirage au sort des demi-finales a lieu le 10 mai. Les huit vainqueurs accèdent à la finale des barrages tandis que les perdants participeront la saison suivante à la Primera División RFEF.
| 15 mai 2021 | UD San Sebastián de los Reyes | 1 – 3   | Algeciras CF                               | Stade Municipal Villanovense, Villanueva de la Serena |                                |
| 12 h 00     | Marcelo 23e                   | (1 – 1) | 2e Llinares · 54e Romero · 58e (pen.) Raúl | Arbitrage : Germán Cid Camacho                        | Arbitrage : Germán Cid Camacho |

| 15 mai 2021 | Burgos CF         | 1 – 0 a. p.           | CD Calahorra | Stade Municipal Villanovense, Villanueva de la Serena |                                         |
| 18 h 00     | Juanma 93e (pen.) | (0 – 0, 0 – 0, 1 – 0) |              | Arbitrage : Alejandro Quintero González               | Arbitrage : Alejandro Quintero González |

| 15 mai 2021 | Real Sociedad B                 | 2 – 1 a. p.           | FC Andorra   | Stade Francisco de la Hera, Almendralejo |                                      |
| 20 h 00     | Navarro 7e (pen.) · Lobete 113e | (1 – 1, 1 – 1, 1 – 1) | 36e Riverola | Arbitrage : Manuel Pozueta Rodríguez     | Arbitrage : Manuel Pozueta Rodríguez |

| 15 mai 2021 | Linares Deportivo | 1 – 2   | SD Amorebieta           | Stade Nuevo Vivero, Badajoz     |                                 |
| 20 h 00     | Lara 70e          | (0 – 1) | 28e Álvaro · 79e Orozco | Arbitrage : Manuel García Gómez | Arbitrage : Manuel García Gómez |

| 16 mai 2021 | UCAM Murcie                                                                  | 2 – 2 a. p.           | FC Barcelone B                                                                | Stade Municipal Vicente Sanz, Don Benito |                                  |
| 12 h 00     | Fernández 24e · Xemi 81e                                                     | (1 – 0, 2 – 2, 2 – 2) | 47e (pen.) 65e Manaj                                                          | Arbitrage : Fernando Román Román         | Arbitrage : Fernando Román Román |
| 12 h 00     | Viti · Jara · de Vicente · Aketxe · Xemi · Espina · Moreno · Romera · Josete | Tirs au but 5 – 4     | Konrad · Collado · Pereira · Peque · Manaj · Busquets · Balde · Riera · Mingo | Arbitrage : Fernando Román Román         | Arbitrage : Fernando Román Román |

| 16 mai 2021 | UD Ibiza | 0 – 0 a. p. | Real Madrid Castilla | Stade Nuevo Vivero, Badajoz         |                                     |
| 12 h 00     |          |             |                      | Arbitrage : Iván Caparrós Hernández | Arbitrage : Iván Caparrós Hernández |

| 16 mai 2021 | Bilbao Athletic      | 2 – 1   | Celta de Vigo B | Stade Municipal Villanovense, Villanueva de la Serena |                                   |
| 20 h 15     | Cabo 64e · Urain 65e | (0 – 0) | 82e Losada      | Arbitrage : Andrés Fuentes Molina                     | Arbitrage : Andrés Fuentes Molina |

| 16 mai 2021 | CD Badajoz                       | 2 – 0   | Zamora CF | Stade Francisco de la Hera, Almendralejo |                                       |
| 20 h 15     | Concha 27e · Aquino 45+4e (pen.) | (2 – 0) |           | Arbitrage : José Luis Guzmán Mansilla    | Arbitrage : José Luis Guzmán Mansilla |

### Finales
Les finales se déroulent les 22 et 23 mai. Le tirage au sort a lieu le 17 mai. Les quatre vainqueurs sont promus en Segunda División, tandis que les perdants participeront la saison suivante à la Primera División RFEF.
| 22 mai 2021 | Real Sociedad B                       | 2 – 1 a. p.           | Algeciras CF       | Stade Francisco de la Hera, Almendralejo |                                   |
| 20 h 00     | Figueras 63e (csc) · Karrikaburu 105e | (0 – 0, 1 – 1, 2 – 1) | 50e (csc) Ezkurdia | Arbitrage : Mateo Busquets Ferrer        | Arbitrage : Mateo Busquets Ferrer |

| 22 mai 2021 | CD Badajoz | 0 – 1   | SD Amorebieta | Stade Nuevo Vivero, Badajoz              |                                          |
| 22 h 00     |            | (0 – 1) | 22e Bilbao    | Arbitrage : Raúl Martín González Francés | Arbitrage : Raúl Martín González Francés |

| 23 mai 2021 | UD Ibiza         | 1 – 0   | UCAM Murcie | Stade Nuevo Vivero, Badajoz       |                                   |
| 12 h 00     | Ekain 70e (pen.) | (0 – 0) |             | Arbitrage : Víctor García Verdura | Arbitrage : Víctor García Verdura |

| 23 mai 2021 | Burgos CF | 1 – 0                 | Bilbao Athletic | Stade Francisco de la Hera, Almendralejo |                                          |
| 20 h 00     | 108e Saúl | (0 – 0, 0 – 0, 0 – 0) |                 | Arbitrage : Manuel Ángel Pérez Hernández | Arbitrage : Manuel Ángel Pérez Hernández |

## Bilan de la saison
| Groupe   | Promus en LaLiga SmartBank | Qualifiés en Primera División RFEF                                                                                                | Qualifiés en Segunda División RFEF                                                                                      | Relégués en Tercera División RFEF                                               |
| -------- | --- | --- | --- | ------------------------------------------------------------------------------- |
| Groupe 1 | Burgos CF | Celta de Vigo B Zamora CF Unionistas de Salamanca Real Valladolid Promesas Cultural Leonesa Racing de Ferrol Deportivo La Corogne | CD Numancia UP Langreo SD Compostelle Marino de Luanco Coruxo FC Salamanca CF UDS Pontevedra CF                         | Real Oviedo B CD Lealtad Sporting de Gijón B CD Guijuelo CD Covadonga           |
| Groupe 2 | Real Sociedad B SD Amorebieta | Bilbao Athletic CD Calahorra CD Tudelano SD Logroñés Real Unión Racing de Santander                                               | Arenas Club CD Ebro CA Osasuna B SD Tarazona CD Laredo UD Mutilvera SD Ejea CD Izarra                                   | Club Portugalete Haro Deportivo Deportivo Alavés B Barakaldo CF SD Leioa        |
| Groupe 3 | UD Ibiza | FC Barcelone B FC Andorra Gimnàstic Tarragone CD Alcoyano Villarreal CF B UE Cornellà UE Llagostera                               | Hércules CF Lleida Esportiu CF Badalona CF La Nucía Atlético Levante SCR Peña Deportiva Espanyol de Barcelone B AE Prat | UE Olot Atzeneta UE CE L'Hospitalet Orihuela CF Valence Mestalla                |
| Groupe 4 | | Linares Deportivo UCAM Murcie Algeciras CF Betis Deportivo San Fernando CD Atlético Sanluqueño Séville Atlético RB Linense        | Córdoba CF Real Murcie UD Tamaraceite Cadix CF B Las Palmas Atlético CD El Ejido 2012 Recreativo Grenade                | Marbella FC Yeclano Deportivo Recreativo de Huelva CF Lorca Deportiva CD Marino |
| Groupe 5 | CD Badajoz UD San Sebastián de los Reyes Real Madrid Castilla Extremadura UD Internacional de Madrid CF Talavera de la Reina CF Rayo Majadahonda Atlético Baleares | CF Villanovense AD Mérida CDA Navalcarnero CD Don Benito UD Melilla UD Socuéllamos                                                | UD Poblense Atlético de Madrid B Villarrubia CF Las Rozas CF Getafe CF B CP Villarrobledo                               |                                                                                 |
| Total    | 4 | 36 | 36 | 26                                                                              |